# Guesnes
Guesnes település Franciaországban, Vienne megyében. Lakosainak száma 232 fő (2022. január 1.). Guesnes Angliers, La Chaussée, La Roche-Rigault, Dercé, Monts-sur-Guesnes és Verrue községekkel határos.

## Népesség
A település népességének változása:
| Lakosok száma | 241  | 234  | 235  | 222  | 222  | 220  | 219  | 226  | 232  |
|               | 2013 | 2015 | 2016 | 2017 | 2018 | 2019 | 2020 | 2021 | 2022 |